# أتكارسك
أتكارسك (بالروسية: Аткарск) هي إحدى مدن روسيا في الكيان الفدرالي الروسي ساراتوف أوبلاست.